# Chavenay
Chavenay est une commune française située dans le département des Yvelines en région Île-de-France.
Ses habitants sont appelés les Chavenaysiens.

## Géographie

### Localisation
Le village ancien est bâti de part et d'autre de la vallée du ru de Gally qui traverse la commune d'est en ouest et sur un contrefort surmontant le nord de cette vallée.
Dans les années 1970, un important lotissement résidentiel a vu le jour au nord-est, sur ce contrefort, en limite de la commune de Saint-Nom-la-Bretèche et en partie d'ailleurs sur le territoire de cette dernière.
Au début des 2000, à l'ouest du vieux village, un lotissement à caractère social et une petite zone d'activité artisanale ont été créés, reliant ainsi le lieu-dit la Sucrerie, légèrement éloigné auparavant, au reste de l'habitat de la commune.

### Communes limitrophes
| Davron            | Feucherolles         | Saint-Nom-la-Bretèche |
| Thiverval-Grignon | Chavenay             |                       |
| Plaisir           | Les Clayes-sous-Bois | Villepreux            |

### Transports et communications

#### Réseau routier
La commune est traversée par la route départementale 74 qui mène, au nord-est, à la route départementale 307 et Saint-Nom-la-Bretèche et, à l'ouest, à la route départementale 30 (vers Plaisir au sud et Feucherolles au nord). La route départementale 97 part du village vers l'est et mène à la route départementale 98 et Villepreux. À l'horizon 2007-2008, la route départementale 109, actuellement liaison entre la route départementale 119 à Grignon, à l'ouest, et la route départementale 30 à Plaisir sera prolongée vers l'est jusqu'à la route départementale 98 à Villepreux et traverser le sud du territoire communal presque en limite nord des Clayes-sous-Bois.

#### Desserte ferroviaire
Au plan ferroviaire, les stations SNCF les plus proches sont la gare de Plaisir - Grignon, la gare de Villepreux - Les Clayes et la gare de Saint-Nom-la-Bretèche - Forêt de Marly.

#### Bus
La commune est desservie par les lignes 17S, 27, 170, 171, 172, 511 et 512 du réseau de bus Centre et Sud Yvelines et par la ligne 45 du réseau de bus de Saint-Quentin-en-Yvelines.

### Climat
Pour des articles plus généraux, voir Climat de l'Île-de-France et Climat des Yvelines.
En 2010, le climat de la commune est de type climat océanique dégradé des plaines du Centre et du Nord, selon une étude du CNRS s'appuyant sur une série de données couvrant la période 1971-2000. En 2020, Météo-France publie une typologie des climats de la France métropolitaine dans laquelle la commune est dans une zone de transition entre le climat océanique et le climat océanique altéré et est dans la région climatique Sud-ouest du bassin Parisien, caractérisée par une faible pluviométrie, notamment au printemps (120 à 150 mm) et un hiver froid (3,5 °C).
Pour la période 1971-2000, la température annuelle moyenne est de 11,2 °C, avec une amplitude thermique annuelle de 15 °C. Le cumul annuel moyen de précipitations est de 688 mm, avec 10,9 jours de précipitations en janvier et 7,8 jours en juillet. Pour la période 1991-2020, la température moyenne annuelle observée sur la station météorologique la plus proche, située sur la commune de Trappes à 9 km à vol d'oiseau, est de 11,6 °C et le cumul annuel moyen de précipitations est de 686,3 mm,. Pour l'avenir, les paramètres climatiques de la commune estimés pour 2050 selon différents scénarios d'émission de gaz à effet de serre sont consultables sur un site dédié publié par Météo-France en novembre 2022.

## Urbanisme

### Typologie
Au 1er janvier 2024, Chavenay est catégorisée ceinture urbaine, selon la nouvelle grille communale de densité à sept niveaux définie par l'Insee en 2022.
Elle est située hors unité urbaine. Par ailleurs la commune fait partie de l'aire d'attraction de Paris, dont elle est une commune de la couronne,. Cette aire regroupe 1 929 communes,.

### Occupation des solssimplifiée
Le territoire de la commune se compose en 2017 de 75,61 % d'espaces agricoles, forestiers et naturels, 7,27 % d'espaces ouverts artificialisés et 17,11 % d'espaces construits artificialisés.

## Toponymie
Le nom de la localité est attesté sous les formes latinisées
Cavenoilus en 1003, Cavenoilus en 1007, Chainnolium au XIIIe siècle, Chavenolium en 1351, Chavenoil, Chaveneil en 1383, Chavenel au Val de Galie entre 1450 et 1474.
D'un type toponymique primitif probable *Cavannoialos (non attesté), dont le premier élément Cavanno- représente peut-être l'anthroponyme gaulois *Cavannos, suivi de l'appellatif toponymique gaulois ialon « clairière, lieu défriché ». Le sens global serait donc « l'essart, le défrichement de Cavannos », c'est-à-dire « le champ de Cavannos ».
Cependant, on peut voir dans cavannos un substantif ayant exactement la même origine dans son sens originel de « chouette », dans ce cas, le sens du toponyme serait la « clairière de la chouette »,.
Le gaulois cavannos (cauannos) se perpétue dans le français chat-huant (altéré par fausse étymologie) et le français de l'ouest chouan. En vieux breton, on rencontre également couann > breton moderne kaouann « chouette, hibou ».

### Micro-toponymie
Montilly (Montiliacus) est un hameau disparu de Chavenay, il se situe aujourd’hui au lieu-dit dénommé « Le Bois Saint-Fiacre ».
« Le Bois Saint-Fiacre » rappelle l’existence et l’emplacement d'une église oubliée, dédiée d'abord à Martin de Tours et par la suite, connue sous l’invocation de saint Fiacre.

## Histoire

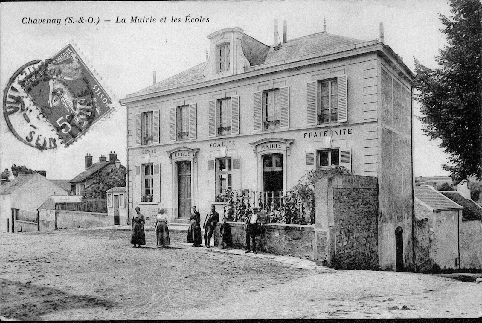
L'école vers 1900 (actuelle mairie).

La première mention de l'église Saint-Pierre de Chavenay apparaît le 28 mars 1003 lorsque le roi Robert II le Pieux confirme des donations faites en faveur de l'abbaye de Notre-Dame d'Argenteuil (Val-d'Oise) incluant l'église de Chavenay « Cavenolius  eccslesia in honore sancti Petri... ».
Sa cure sera toujours dépendante de l'abbaye argenteuillaise, selon les pouillés chartrains, en 1250 et au milieu du XVe siècle.
Il en sera ainsi jusqu'au XVIIe siècle, date à laquelle le prieuré se défait d'une partie de ses biens à Chavenay.
Cet acte royal mentionne aussi une église disparue dédiée à Martin et située à Montilly. Montilly (Montiliacus), est un hameau disparu de Chavenay. Cette église est toujours dédiée à Martin en 1480, puis en 1596. Par la suite, elle est connue sous l'invocation de Fiacre. Elle est dite en ruine en 1644 et dépend encore de l'abbaye d'Argenteuil. Elle est pourtant représentée en élévation sur le plan d'Intendance, en 1787 : « Chapelle Saint-Fiacre », mais n'est plus visible sur le Cadastre Napoléonien, en 1819.
Par chance, il subsiste encore aujourd'hui un lieu-dit dénommé « Le Bois Saint-Fiacre » qui nous rappelle l'existence et l'emplacement de cette église oubliée.

## Politique et administration

### Liste des maires
| Période                                  | Période  | Identité      | Étiquette | Qualité |
| ---------------------------------------- | -------- | ------------- | --------- | ------- |
| Les données manquantes sont à compléter. |          |               |           |         |
| 2001                                     | 2020     | Denis Flamant |           |         |
| 2020                                     | En cours | Myriam Brenac |           |         |

### Jumelages
Rösrath (Allemagne) depuis 1998

## Population et société

### Démographie

#### Évolution démographique
L'évolution du nombre d'habitants est connue à travers les recensements de la population effectués dans la commune depuis 1793. Pour les communes de moins de 10 000 habitants, une enquête de recensement portant sur toute la population est réalisée tous les cinq ans, les populations de référence des années intermédiaires étant quant à elles estimées par interpolation ou extrapolation. Pour la commune, le premier recensement exhaustif entrant dans le cadre du nouveau dispositif a été réalisé en 2005.

En 2022, la commune comptait 1 741 habitants, en évolution de −3,6 % par rapport à 2016 (Yvelines : +2,72 %, France hors Mayotte : +2,11 %).
| 1793 | 1800 | 1806 | 1821 | 1831 | 1836 | 1841 | 1846 | 1851 |
| ---- | ---- | ---- | ---- | ---- | ---- | ---- | ---- | ---- |
| 356  | 382  | 422  | 454  | 526  | 615  | 604  | 568  | 529  |

| 1856 | 1861 | 1866 | 1872 | 1876 | 1881 | 1886 | 1891 | 1896 |
| ---- | ---- | ---- | ---- | ---- | ---- | ---- | ---- | ---- |
| 508  | 536  | 503  | 519  | 566  | 577  | 519  | 514  | 502  |

| 1901 | 1906 | 1911 | 1921 | 1926 | 1931 | 1936 | 1946 | 1954 |
| ---- | ---- | ---- | ---- | ---- | ---- | ---- | ---- | ---- |
| 490  | 481  | 461  | 519  | 518  | 570  | 502  | 516  | 548  |

| 1962 | 1968 | 1975  | 1982  | 1990  | 1999  | 2005  | 2006  | 2010  |
| ---- | ---- | ----- | ----- | ----- | ----- | ----- | ----- | ----- |
| 705  | 614  | 1 442 | 1 629 | 1 727 | 1 752 | 1 831 | 1 840 | 1 863 |

| 2015  | 2020  | 2022  | - | - | - | - | - | - |
| ----- | ----- | ----- | - | - | - | - | - | - |
| 1 818 | 1 743 | 1 741 | - | - | - | - | - | - |

#### Pyramide des âges
En 2018, le taux de personnes d'un âge inférieur à 30 ans s'élève à 32,9 %, soit en dessous de la moyenne départementale (38,0 %). À l'inverse, le taux de personnes d'âge supérieur à 60 ans est de 28,4 % la même année, alors qu'il est de 21,7 % au niveau départemental.
En 2018, la commune comptait 881 hommes pour 910 femmes, soit un taux de 50,81 % de femmes, légèrement inférieur au taux départemental (51,32 %).
Les pyramides des âges de la commune et du département s'établissent comme suit.
| Hommes | Classe d’âge | Femmes |
| ------ | ------------ | ------ |
| 0,6    | 90 ou +      | 0,3    |
| 8,5    | 75-89 ans    | 9,5    |
| 19,6   | 60-74 ans    | 18,2   |
| 26,0   | 45-59 ans    | 27,4   |
| 10,7   | 30-44 ans    | 13,3   |
| 16,0   | 15-29 ans    | 15,6   |
| 18,6   | 0-14 ans     | 15,7   |

| Hommes | Classe d’âge | Femmes |
| ------ | ------------ | ------ |
| 0,6    | 90 ou +      | 1,4    |
| 6      | 75-89 ans    | 7,8    |
| 13,5   | 60-74 ans    | 14,8   |
| 20,7   | 45-59 ans    | 20,1   |
| 19,6   | 30-44 ans    | 19,9   |
| 18,5   | 15-29 ans    | 16,8   |
| 21,2   | 0-14 ans     | 19,2   |

### Culture
La ville participe au Concours des villes et villages fleuris et possède deux fleurs en 2007.

## Économie
Chavenay est une commune essentiellement rurale.
Au sud de la commune, sur une colline relativement proéminente entre Chavenay et Les Clayes-sous-Bois, se trouve l'aérodrome de Chavenay.

## Culture locale et patrimoine

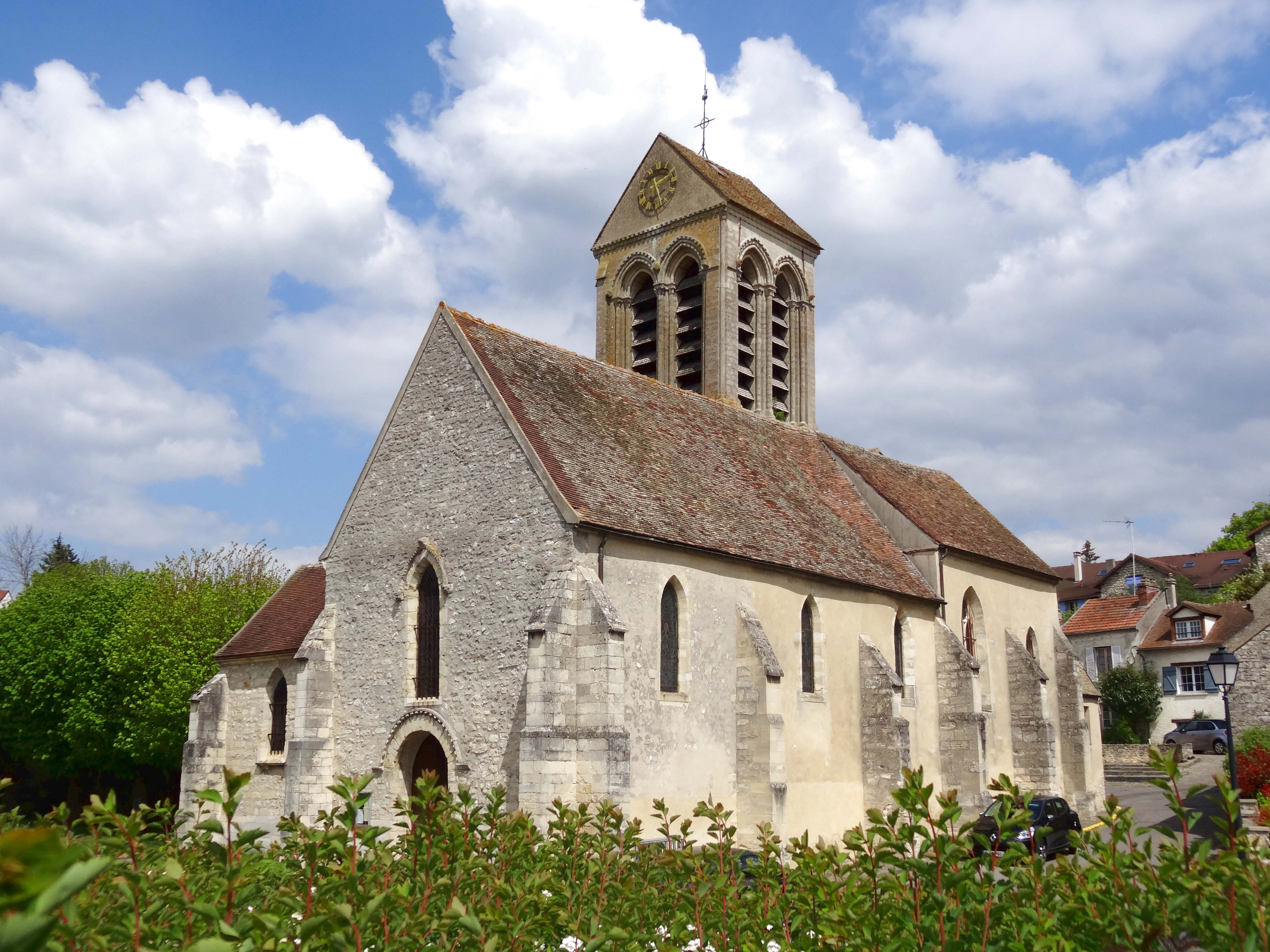
L'église Saint-Pierre.

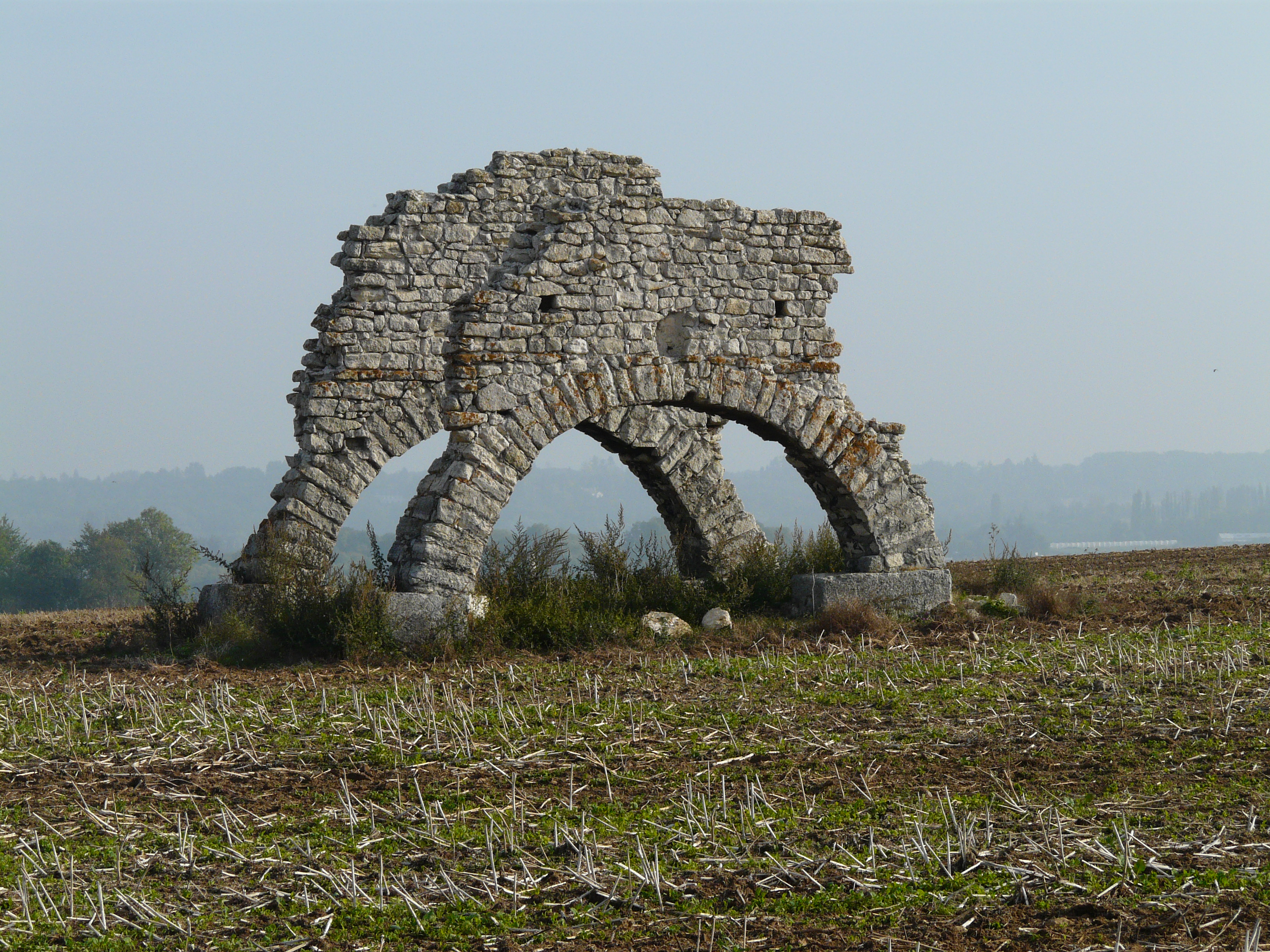
Vestiges d'arches de carrier à Chavenay.

### Lieux et monuments
- Église Saint-Pierre de Chavenay, Xe siècle, classée MH en 1933[29].
- Vestiges d'un treuil de carrière, en plein champ[30]. Cet ancien treuil est le seul vestige visible de la carrière de pierre de Chavenay. Cette dernière s'étendait sous la colline adjacente au village et la roche extraite s'appelait « La Pierre de Saint-Nom »[Note 3]. Elle était réputée pour sa solidité et sa haute résistance aux intempéries. Elle fut utilisée pour bâtir l'orangerie, les marches du Petit Trianon et l'escalier des cent marches du château de Versailles, ainsi que de nombreux monuments parisiens (église de la Madeleine)[31]. Ce treuil était de type à manège actionné par un cheval et remontait les blocs de pierre à la surface.

### Personnalités liées à Chavenay
- Marie-Françoise de L'Espinay, artiste peintre du XXe siècle[32] représentative du courant de la Réalité poétique, habituée du Salon des indépendants[33], a vécu rue des Amandiers à Chavenay[34].
- Maurice Tabuteau (1884-1976), aviateur, est enterré au cimetière de Chavenay[35].
- Paul Ducellier (1898-1989), pilote et journaliste aéronautique, créateur de la Section d'aviation populaire en 1936 sur l'aérodrome de la commune. Engagé volontaire en 1916, breveté en 1917, affecté à l'escadrille de bombardement Br. 124 sur Breguet XIV (une victoire, Médaille militaire et Croix de guerre), secrétaire d'Albert Kahn, fondateur en 1933 de l'aéroclub de Boulogne- Billancourt et en 1936 de la section d'aviation populaire de Chavenay, puis à partir de 1938 employé chez Farman, directeur de la station service de l'aérodrome Toussus-le-Noble (essais des Farman « Monitor », et de la version monoplan du « Stampe » de 1952 à 1955 conduit par Burtin et Lélée), créateur en 1962 de l'Escadrille des Anciens brevetés de 14 à 18, président en 1967 du Groupement des Unions Régionales d'Associations Aéronautiques et en 1968 de l'Aéroclub de France-CNA, officier de la Légion d'honneur, commandeur de l'ordre national du Mérite, etc.[36],[37].

### Galerie

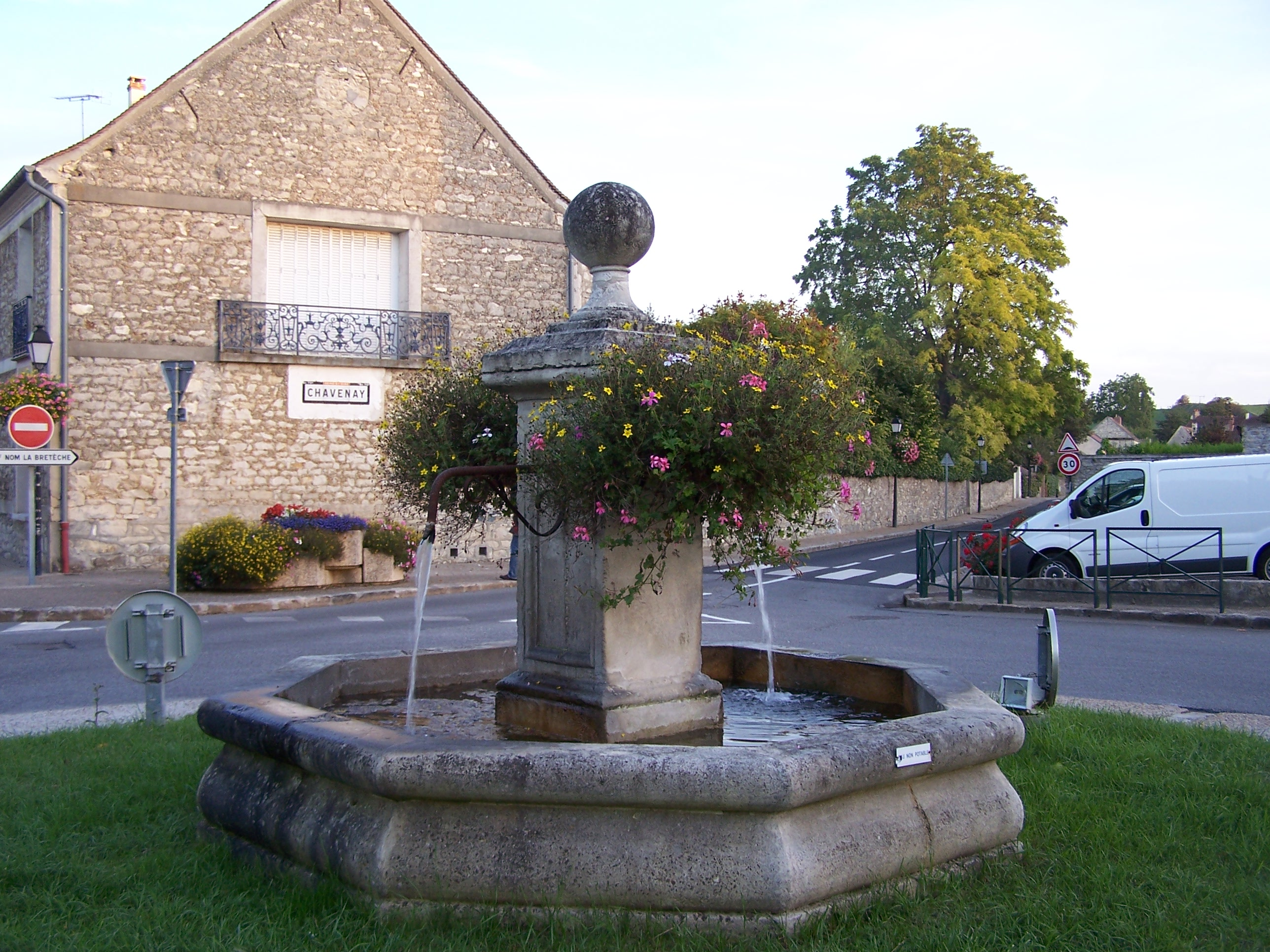
La place de Rösrath.
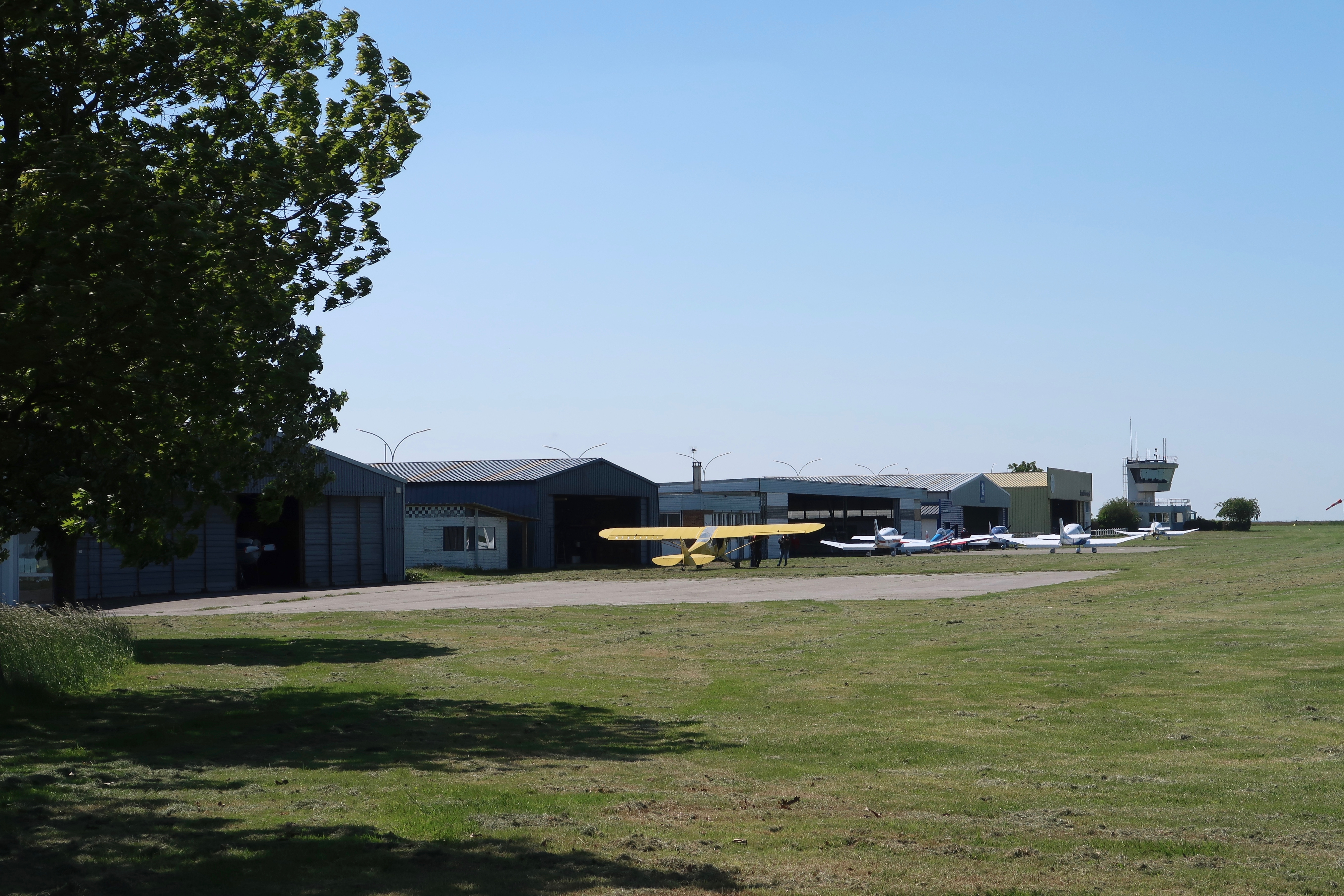
L'aérodrome de Chavenay-Villepreux.
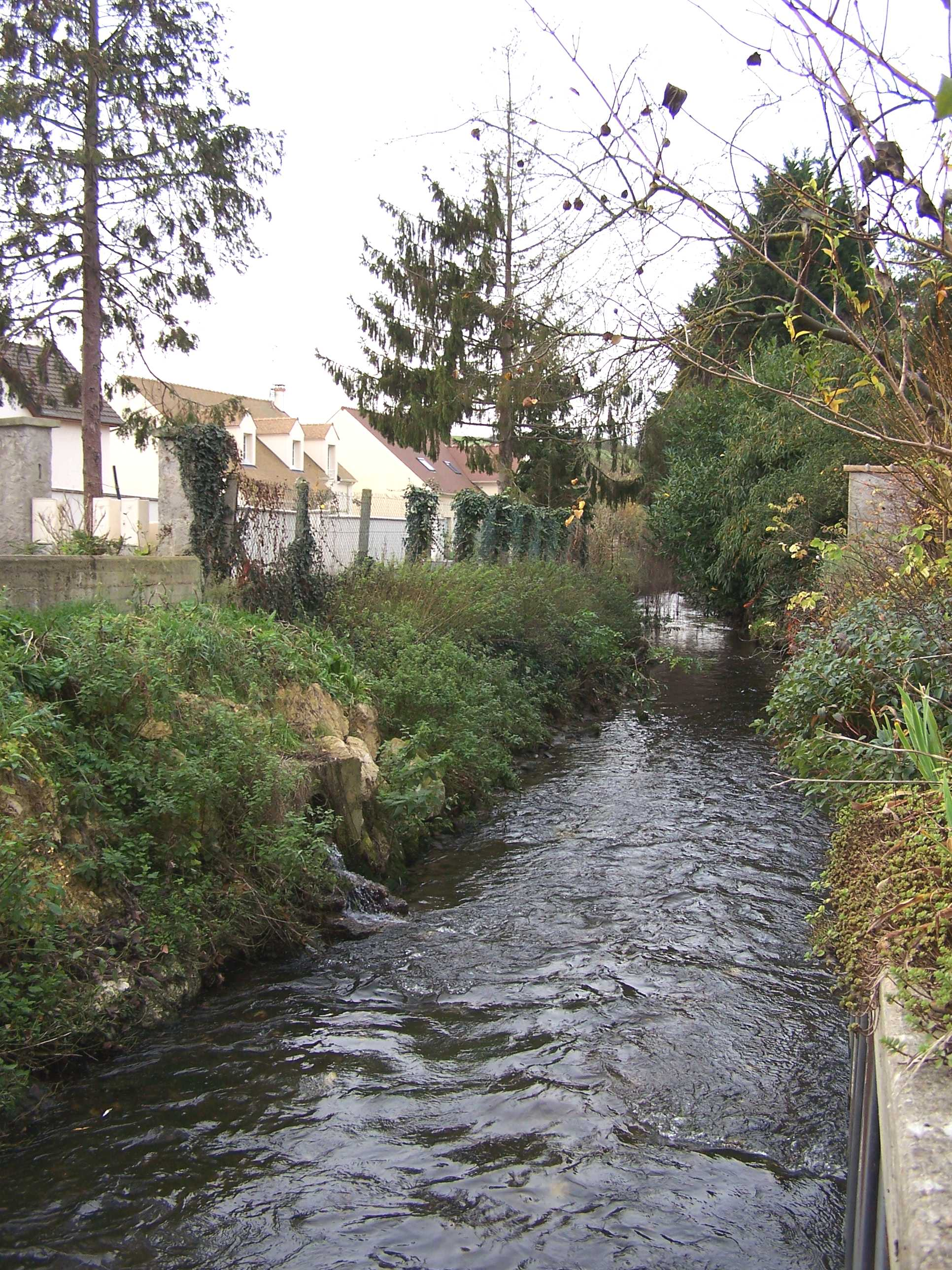
Le ru de Gally à l'entrée dans le village.
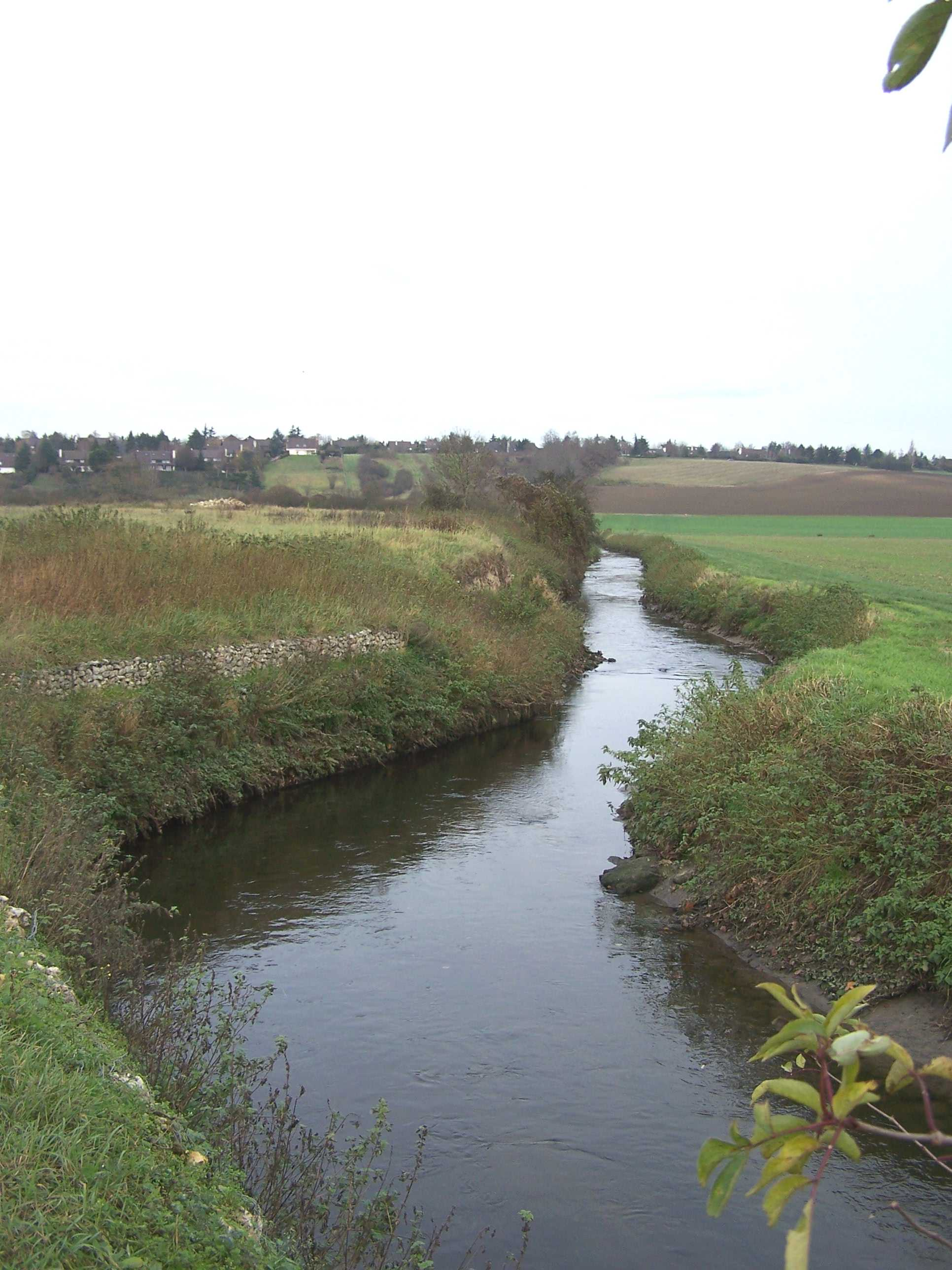
Le ru de Gally entre Villepreux et Chavenay.
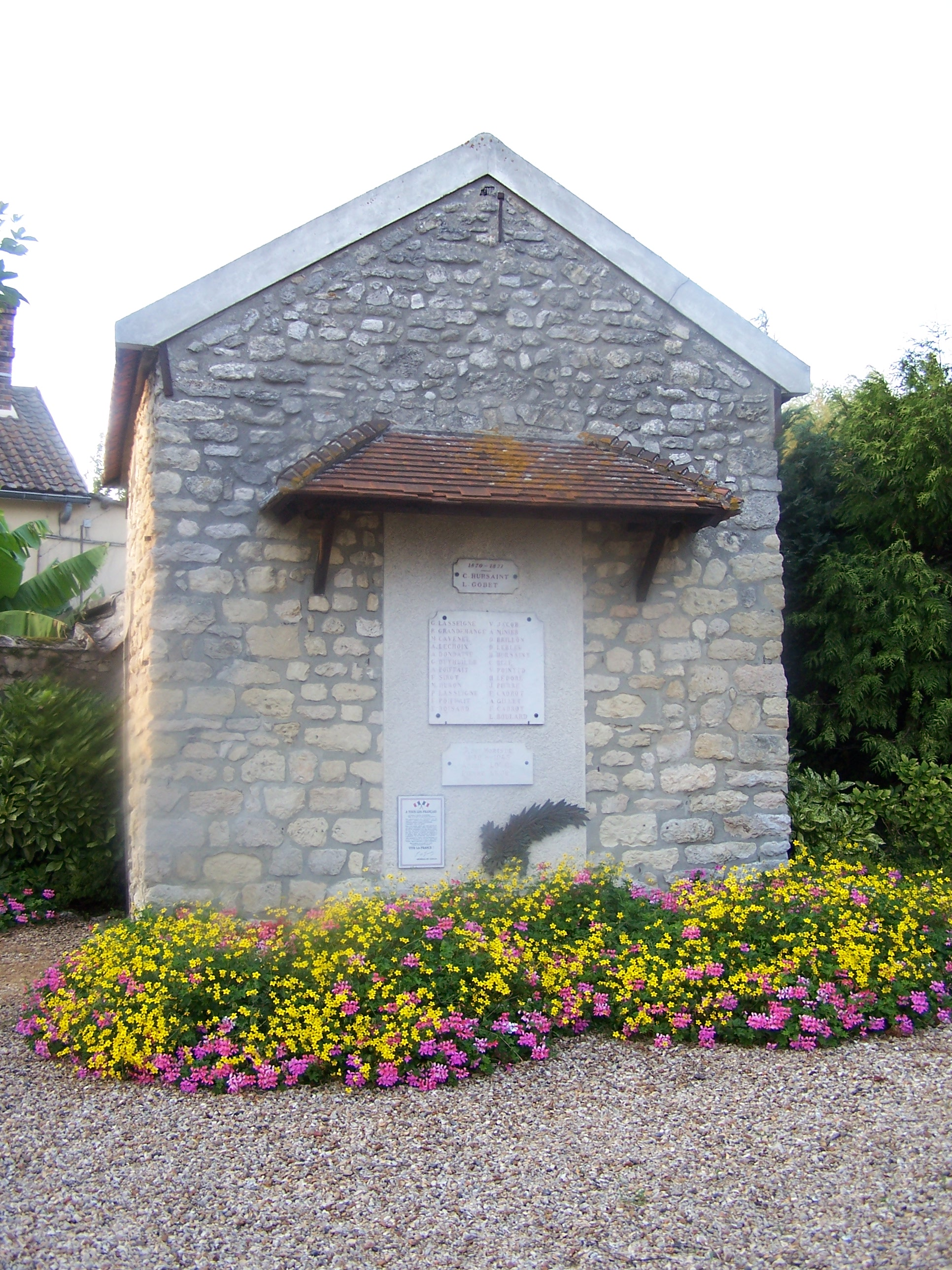
Le monument aux morts.
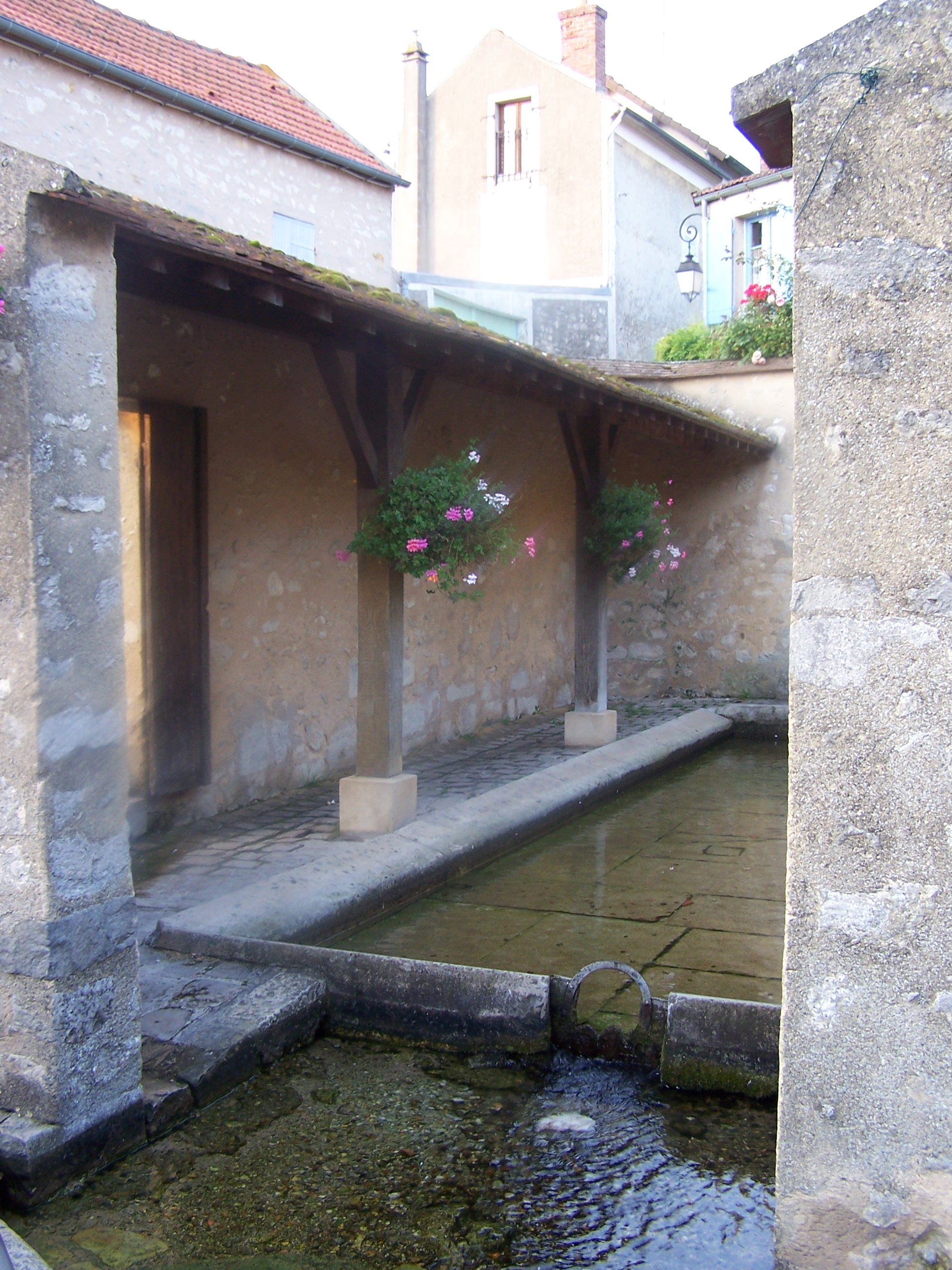
Le lavoir.

### Héraldique
| Blason de Chavenay | Blason  | Parti au pal d'argent ondé, au premier d'azur à la vierge à l'enfant d'argent, au second de gueules au bonnet phrygien d'or brochant sur trois épis de blé empoignés de même. |
| Blason de Chavenay | Détails | |